# 이강철 (육상 선수)
이강철(육상선수)(李强哲, 1995년 10월 21일~)은 대한민국의 육상 선수이다. 
Lee Kang-Chul (born 21 October 1995)

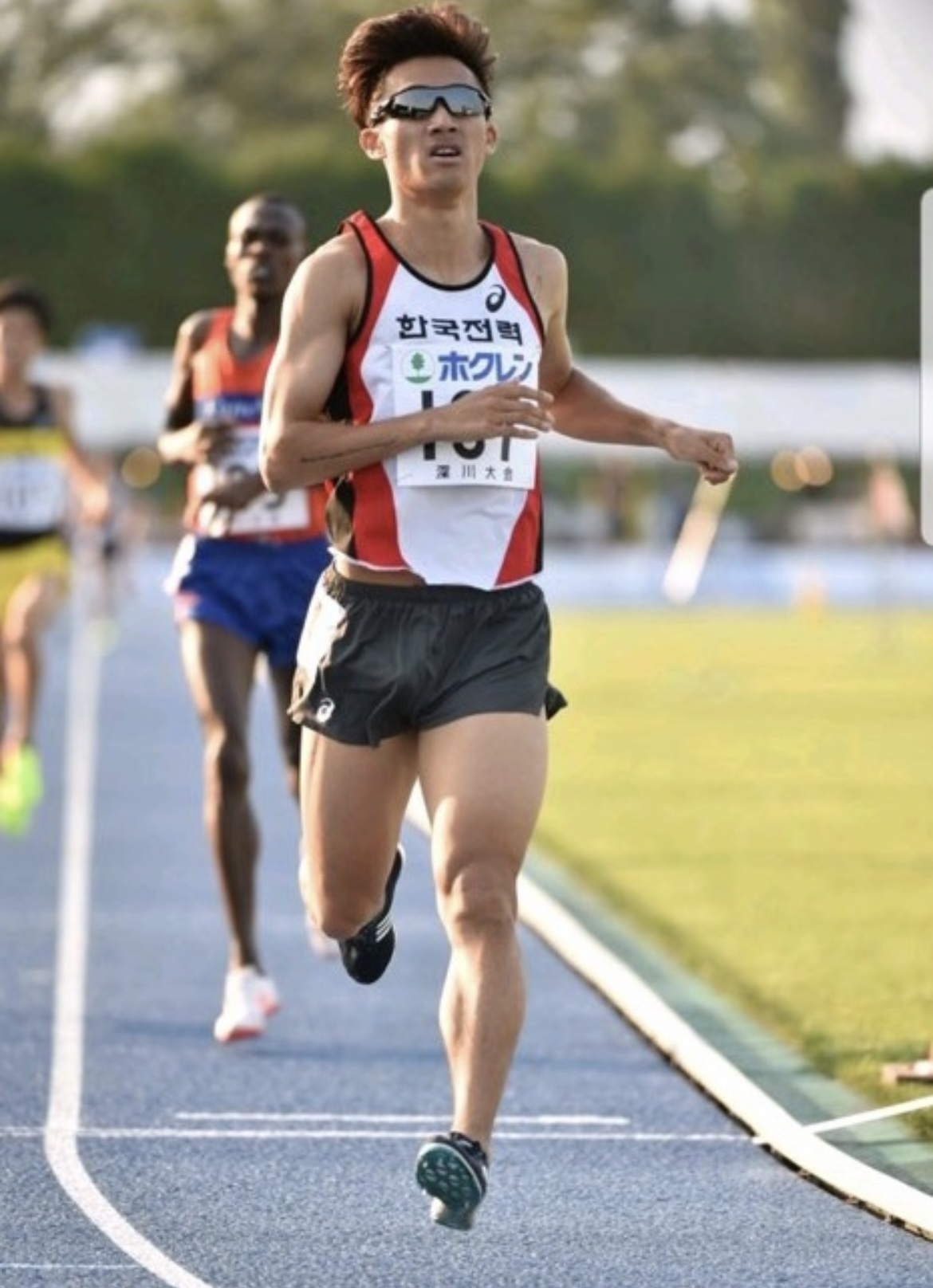
달리기 리

전국체육대회에 총 8번 출전하여 금메달을 10개를 획득하였다.
He participated in a total of 8 times in the National Sports Festival] and won 10 gold medals